# Sven Bollhem
Sven Erik "Bollas" Bollhem, född 14 december 1926 i Bollnäs, död 23 mars 2016 i Stockholm, var en svensk jazzmusiker (trumslagare).
Bollhem studerade musik för Gunnar Olsson och efter avslutade studier turnerade han bland annat i Danmark med Charlie Norman. Han engagerades senare i Thore Jederbys orkester med vilken han gjorde skivdebut 1947. Två år senare ingick Bollhem tillsammans med bland annat Putte Wickman, Gösta Törner och Alice Babs i den så kallade Parisorkestern, en handplockad ensemble sammansatt för att representera Sverige vid ”Paris International Festival of Jazz” 1949. Orkestern, vilken kammade hem festivalens förstapris, har av orkesterledaren Arthur Österwall beskrivits som "Svenska Jazzlandslaget".
Åter i Sverige ingick Bollhem tiden kring 1950 i Thore Ehrlings orkester. Senare under 1950-talet var han verksam som frilansande musiker. Bland artister Bollhem gjort skivinspelningar med märks bland annat Reinhold Svensson, Simon Brehm, Carl-Henrik Norin, Sonya Hedenbratt och Gunnar "Siljabloo" Nilson. Han medverkade i dokumentärfilmaren Jonas Simas SVT-dokumentär Filmen om Nalen (1997–1998).
Vid sidan av sina färdigheter vid trummorna var Bollhem som ung även känd som en framträdande jitterbuggdansör på Nalen.

## Filmografi
- 1949 – Kvinnan som försvann - musiker